# Quemasucabeza
Quemasucabeza es una compañía discográfica independiente de Santiago, Chile. Fue fundada en 1998 por los hermanos Jorge y Rodrigo Santis, junto con Walter Roblero. Inicialmente surgió como una forma de publicar la música de su grupo Congelador.

## Historia

### Antecedentes
Los antecedentes de Congelador y Quemasucabeza se remontan al Fanzine Neutral, una publicación realizada por Rodrigo Santis y Walter Roblero, entonces compañeros del Instituto Nacional General José Miguel Carrera. La publicación lanzó en total tres números en sus tres años de existencia.
Posteriormente, en 1996 los hermanos Jorge y Rodrigo Santis, junto a Walter Roblero se agruparon bajo el nombre de Congelador. En 1998 la banda publicó Congelador, su primer álbum de estudio. Pese a la oferta de publicar su álbum homónimo bajo el sello Luna (de Cristián Heyne) o Combo Discos (de Pánico), finalmente la banda optó por fundar su propio sello independiente –el que llamaron Quemasucabeza– para la publicación del material. El sello discográfico fue bautizado por Walter Roblero, en relación con una anécdota que tuvo el trío con el sello Erl Records cuando publicaban el fanzine Neutral.
Las primeras oficinas del sello se encontraban en la casa de los hermanos Santis, en la avenida Manuel Antonio Matta de la comuna de Santiago.

### Segunda etapa

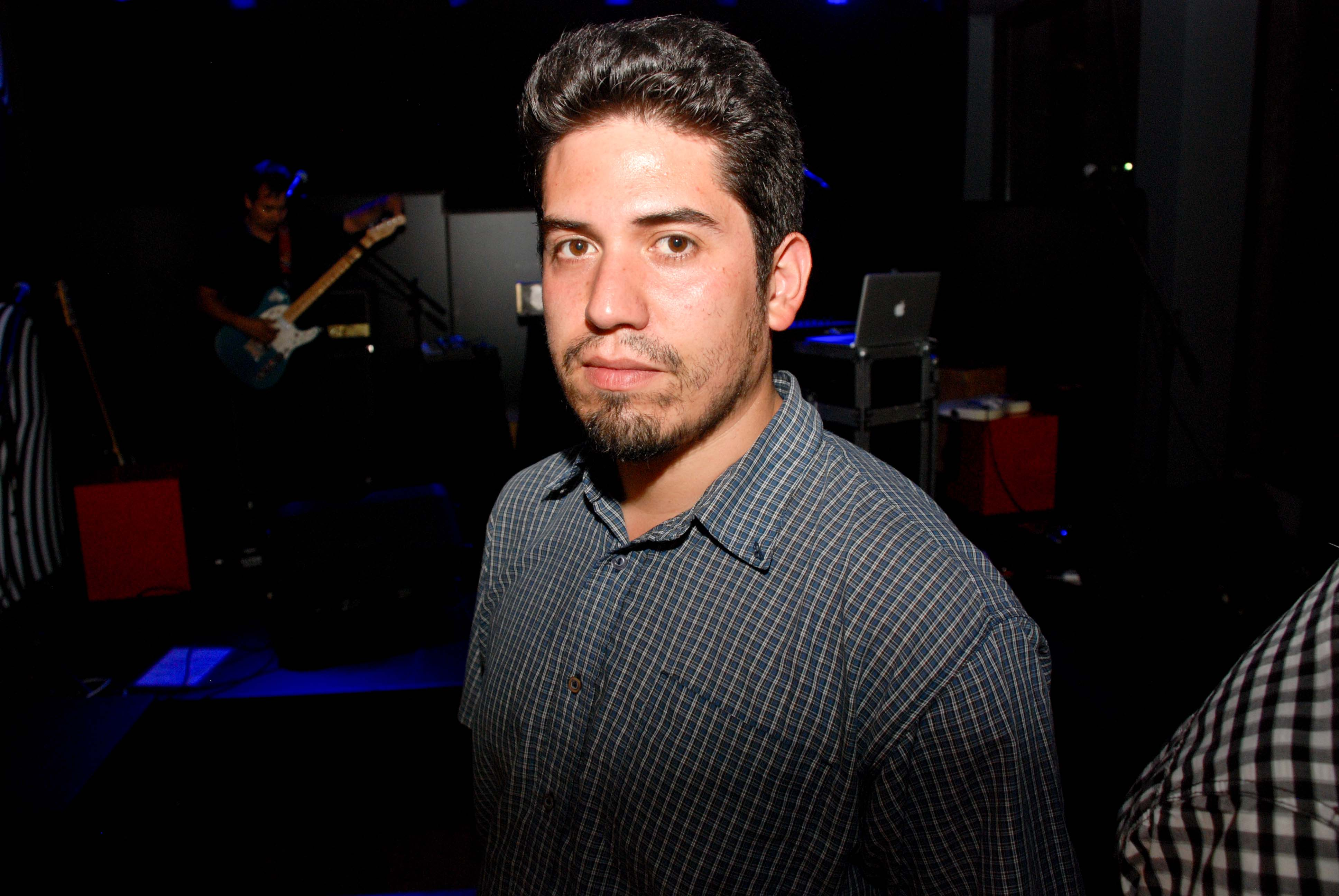
Rodrigo Santis en 2011, vocalista de Congelador y director de la compañía discográfica.

En 2004, la compañía discográfica sufre una reestructuración: se alejan Jorge Santis y Walter Roblero, conformándose un trío directivo entre Rodrigo Santis, su pareja Carla Arias y el ingeniero y productor Rodrigo Madrid –mecenas de Mostro– para refundar el sello de forma más profesional. La inclusión de Madrid permitió establecer un modelo de negocios.
Para empezar la nueva etapa, Santis y Arias se propusieron crear un álbum recopilatorio de músicos independientes chilenos, con la intención de ampliar los horizontes del sello hasta Europa. La dupla reclutó a Gepe, Javiera Mena, Shogún, Diego Morales, Familea Miranda y Mostro, entre otros, para lanzar Panorama neutral en 2005. Posteriormente se lanzó el álbum debut de Gepe –que publicó su EP 5x5 previamente con Jacobino Discos–, titulado Gepinto, álbum que consolidó al sello.
Desde entonces el sello ha adquirido mayor notoriedad, al continuar con los trabajos de Gepe, así como con los álbumes debut de Javiera Mena y Chinoy, respectivamente, Esquemas juveniles (2006) y Que salgan los dragones (2009).
También en la década de 2000 establecieron alianzas con el sello español Astro Discos, además de comenzar a distribuir en Chile álbumes de artistas extranjeros, como los españoles La Habitación Roja y los holandeses Mist.

## Artistas
El siguiente listado corresponde a los artistas que actualmente se encuentran bajo el alero de Quemasucabeza:
- Bronko Yotte
- Caravana
- Coiffeur
- Congelador
- Emisario Greda
- Fármacos
- Fakuta
- Felicia Morales
- Gianluca
- Gepe
- La Otra Cara de la Nada
- Las Mairinas
- Niños del Cerro
- Pedropiedra
- Prehistöricos
- Princesa Alba
- Protistas
- Roja y Negro
- Simón Campusano
- Vaya Futuro